# VV Schipluiden
VV Schipluiden is een amateurvoetbalvereniging uit Schipluiden, gemeente Midden-Delfland in de Nederlandse provincie Zuid-Holland. Het tenue bestaat uit een geel shirt, blauwe broek en blauwe sokken.
Het standaardelftal speelt in de Derde klasse zaterdag van het district West II (2020/21).

## Algemeen

### Geschiedenis
VV Schipluiden is in 1980 ontstaan uit een fusie tussen de voetbalverenigingen ASSO en RKVV Steeds Voorwaarts. Tot 1996 heette de vereniging SV Schipluiden.
In 1936 werd Steeds Voorwaarts opgericht. ASSO speelde in die tijd onder de naam SNA (Sport Na Arbeid). Door gebrek aan leden en accommodatie werden beide clubs al snel opgedoekt. In 1957 keerde het voetbal terug in Schipluiden. Onder de naam RKVV Steeds Voorwaarts werd met twee seniorenelftallen van start gegaan in de zondag-afdeling van de HVB (Haagsche Voetbal Bond). De jaren daarop werden er ook jeugdelftallen opgericht. In 1960 werd ASSO wederom opgericht, en speelden de clubs in de zaterdag-afdeling van de HVB. Beide verenigingen hadden inmiddels een eigen jeugdafdeling. In 1980 volgde een fusie. ASSO en Steeds Voorwaarts gingen verder onder de naam SV Schipluiden, een naam waaronder ook andere sportverenigingen van Schipluiden vallen. In 1996 werd de naam gewijzigd in VV Schipluiden en in 1998 verhuisde de club van het verouderde "sportcomplex Stormpolder" naar "Sportpark Keenenburg". In het seizoen 2011/12 werd Schipluiden na dertig jaar weer kampioen, en promoveerde hierdoor naar de Tweede klasse.

### Accommodatie
In 1998 werd "Sportpark Keenenburg" aan de Tiendweg in Schipluiden in gebruik genomen. Het beschikt over vier voetbalvelden, waarvan twee zogenaamde wetra-velden en een traditioneel grasveld. Het hoofdveld is een kunstgrasveld. Naast het hoofdveld ligt een tribune met driehonderd zitplaatsen. Op het complex is verder een trainingshoek voor de keepers, een omheind mini grasveld voor de jeugd tot tien jaar, een speeltuin voor de allerkleinsten, een Jeu de Boulebaan en een clubgebouw met buitenterras.

### Logo
Het logo is een wapenschild met een geel bovenvlak en een blauw ondervlak waar gele golven overheen lopen die over gaan in blauwe golven op het achterliggendtweede, vager schild. Het blauwe vlak symboliseert de zee. Over de vlak vaart een blauwe tweemaster. Rechtsboven in het schild staat een voetbal. Twee grijze strepen boven en de letters V.V.Schipluiden onder het schild completeren het logo.

## Competitieresultaten standaardelftallen

### Zaterdag 1997-heden
| 3 5C |

|  |

|  |

| 1 5B |

| 12 4A |

| 4 5A |

| 3 5D |

| 1 5A |

| 6 4A |

| 7 4C |

| 6 4A |

| 11 4C |

|  |

| 1 4E |

| 9 3B |

| 8 3B |

| 4 3B |

| 9* 3B |

| 4* 3B |

| 6 3B |

| 8 3B |

| 4 3B |

- = Dit seizoen werd stopgezet vanwege de uitbraak van het coronavirus. Er werd voor dit seizoen geen officiële eindstand vastgesteld.

| Tweede divisie | Derde divisie | Vierde divisie | Eerste klasse |
| Tweede klasse  | Derde klasse  | Vierde klasse  | Vijfde klasse |

### Zondag 1981–2015
| 1 4D |

| 4 3B |

| 7 3B |

| 11 3A |

| 7 4D |

| 9 4C |

| 2 4D |

| 5 4D |

| 6 4G |

| 5 4C |

| 7 4C |

| 10 4D |

| 10 4D |

| 8 4D |

| 9 4D |

| 10 4C |

| 4 4D |

| 7 3B |

| 7 3B |

| 5 3B |

| 6 3A |

| 2 3C |

| 5 3B |

| 4 3A |

| 8 3B |

| 5 3B |

| 12 3C |

| 3 4D |

| 2 4C |

| 3 3B |

| 7 3C |

| 1 3C |

| 9 2C |

| 6 2C |

| 11 2C |

| Tweede klasse | Derde klasse | Vierde klasse |

In elke staaf van de grafiek staat van boven naar beneden vermeld: 
- Eindnotering

Dit is de positie die de club heeft bereikt in de competitie, zonder eventuele beslissings-, play-off- of nacompetitiewedstrijden die nodig zijn geweest om bijvoorbeeld de kampioen van de competitie te bepalen.
Indien een * achter het getal staat is de notering een tussenstand en kan het zijn dat de notering niet overeenkomt met de uiteindelijke eindstand van de competitie.
Staat er een - dan is het seizoen nog bezig en is er geen definitieve uitslag bekend.
Staat er xx op de positie van de notering, dan heeft de club vroegtijdig de competitie verlaten. Dit kan onder andere komen door terugtrekking van het team, faillissement van de club of door een uitgedeelde straf van de KNVB. In veel gevallen staat elders in het artikel de reden vermeld.
Staat er een ? dan is het resultaat uit het verleden onbekend, en is alleen de competitie of het niveau bekend van dat seizoen.
In de seizoenen 2019/20 en 2020/21 werd wegens de coronacrisis het amateurvoetbal afgebroken. Daardoor kennen deze staven geen eindklassering (middels -- weergegeven).
- Competitieniveau en afdelingsletter of Officiële eindstand Eredivisie
  - Competitieniveau en afdelingsletter

Hierbij geeft het getal het niveau weer, dat ook terug te vinden is in de legenda. De letter is de afdelingsaanduiding en wordt gebruikt wanneer er meer afdelingen zijn op hetzelfde niveau. De afdelingsletter is altijd een hoofdletter en wordt meestal zonder nummer gebruikt.
Voorbeeld: 2F is niveau 2e klasse competitie F.
Het competitieniveau en nummer wordt niet vermeld wanneer er slechts één competitie van dit niveau was.
  - Officiële eindstand Eredivisie (getal staat tussen haakjes vermeld)

Sinds de introductie van play-offwedstrijden voor Europees voetbal na afloop van de reguliere competitie in 2005/06, is de KNVB verplicht een eindstand van de Eredivisie door te geven aan de UEFA aan de hand van deze play-offwedstrijden.
Bij deze eindstand staan clubs die zich hebben gekwalificeerd voor Europees voetbal hoger dan clubs die zich niet wisten te kwalificeren. Indien er geen verschil was tussen de eindnotering en de officiële eindstand, staat dit getal niet vermeld.

- Onderafdeling

Hier staat afgekort de naam van de onderafdeling indien de club in dat jaar in een onderafdeling uitkwam. Tevens staat deze afkorting in de legenda en wordt gelinkt naar het artikel over deze onderafdeling. Deze afkorting wordt alleen vermeld wanneer de club in het verleden in verschillende onderafdelingen heeft gespeeld. Deze vermelding is in de staaf altijd in kleine letters. Deze onderafdelingen zijn na het seizoen 1995/96 afgeschaft. Heeft de club in slechts één onderafdeling gespeeld, dan is dit alleen terug te vinden in de legenda.
Onder de staaf staat het jaartal vermeld waarin het seizoen is afgesloten. 15 verwijst naar het seizoen 2014/15 of eventueel het seizoen 1914/15.
Wanneer een staaf leeg is, zijn deze gegevens niet bekend. Het kan ook zijn dat de club dat seizoen niet heeft meegespeeld op het hogere amateurniveau, vroegtijdig de competitie heeft verlaten of uit de competitie is gezet.

In het seizoen 1944/45 was er wegens de Tweede Wereldoorlog geen regulier competitievoetbal.
SV Den Hoorn · MVV '27 · VV Schipluiden